# مخل

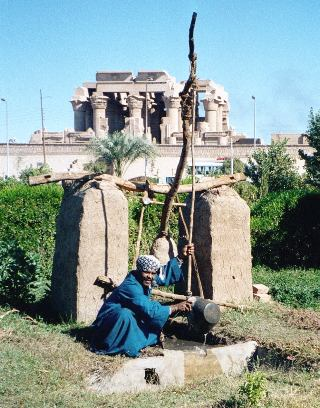
الشادوف - كوم أمبو - مصر

المُخْل (الجمع: أَمْخَال، مُخُول) ذراع طويل يتمحور في نقطة ثابتة عليه تعد نقطة ارتكازه. و هي أُولى الآلات البسيطة الست التي حددها علماء عصر النهضة، تستخدم لتحويل القوة الداخلة الصغيرة إلى قوة خارجة كبيرة، كما في الشادوف وكسارة الجوز، عرفها قدماء المصريين في البناء وري الأراضي.
أداة تستخدم عند محور أو نقطة ارتكاز مناسبة لمضاعفة القوة الميكانيكية التي يمكن تطبيقها على جسم آخر، ويوصف تأثير الرافعة بالميزة الميكانيكية. والرافعة هي آلة بسيطة ويعتقد البعض ان الروافع هي أول الالات البسيطة التي تم اختراعها وتم وصف الروافع لأول مرة في عام 260 ق.م بواسطة العالم اليونانى ارشميدس.

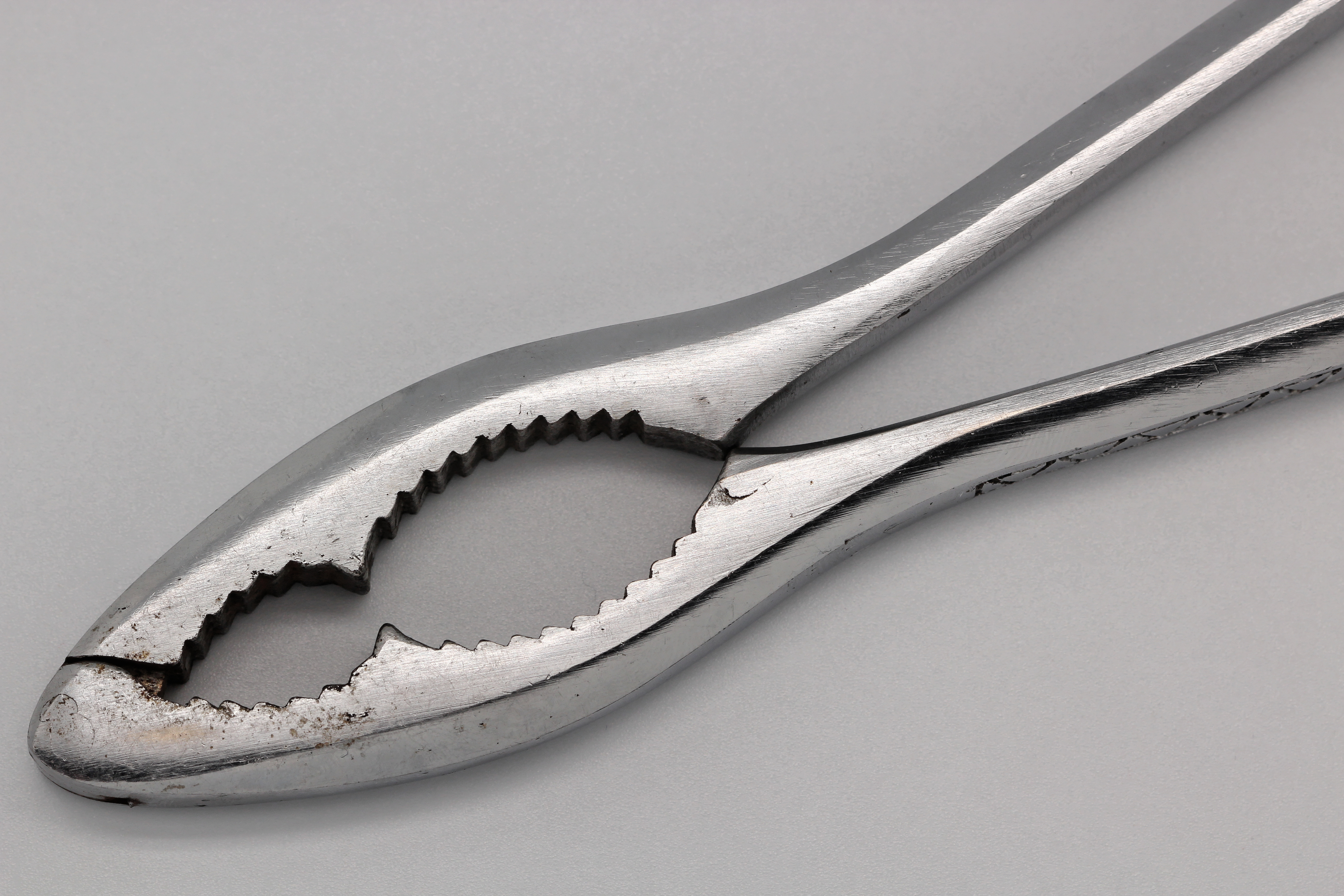
كسارة الجوز

## التسمية
يُسمَّى المُخل أيضًا المُحْل (كلتاهما عن اليونانية: Μοχλός، رومنة: mochlos) أو تعميمًا غير دقيق الرافعة (الجمع: رَوَافِع، رَافِعَات) أو البارم والبيرم (عن الفارسية: اهرم) أو القاروص أو القرسطون أو الجليس (وهذين الأخيرين فيهم خلط) أو العَتَلَة.

## في التاريخ
أقدم الكتابات التي عثر عليها تتناول الروافع تعود إلى القرن الثامن قبل الميلاد، حيث ذكرها أرخميدس في كتاباته. يرى البعض أنها ربما يكون قد استخدمها أهل بابل لسقي الجنائن المعلقة، والفراعنة لرفع الأحجار أثناء بناء الأهرامات.

وفي كتاب مفاتيح العلوم للخوارزمي: 

## كسارة الجوز
في كسارة الجوز رافعتان، فكل مقبض فيها رافعة، لذا ففي الكسارة قوتان ومقاومتان.

## قانون الرافعة
| العزم = القوة × طول ذراعها = المقاومة × طول ذراعها |
| -------------------------------------------------- |

رجل يحاول رفع صخرة باستخدام رافعة

حيث أن القوة هي الجهد المبذول على الرافعة، وذراعها هو بعدها عن المحور، أما المقاومة فهي القوة التي يسلطها الجسم الذي يتعرض للمجهود ليقاوم التغيير، وذراعها هو بعدها عن المحور.

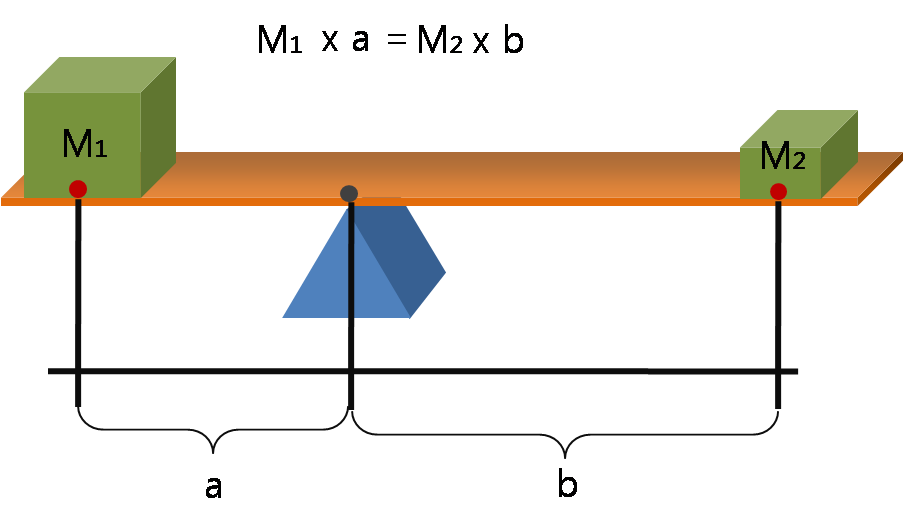
رافعة في حالة التوازن

ذراع هو شريط متحرك أن محاور على نقطة ارتكاز تعلق على نقطة ثابتة. رافعة تعمل من خلال تطبيق القوات على مسافات مختلفة من نقطة ارتكاز، أو محور.
على افتراض رافعة لا تبدد أو تخزين الطاقة، والقوة لا بد في ذراع تساوي القوة للخروج من رافعة. كما ذراع تدور حول نقطة ارتكاز، نقطة أبعد من هذا محور التحرك على نحو أسرع من نقطة أقرب إلى المحور. ولذلك يجب أن يطبق قوة إلى نقطة أبعد من المحور أن يكون أقل من القوة التي تقع في أقرب نقطة في، وذلك لأن القوة هي نتاج القوة والسرعة. [ 4 ]
إذا 1 و(ب) هي المسافات من نقطة ارتكاز على نقاط A و B، والسماح للقوة F وتطبيقها على وتشكل المدخل والقوة F B التطبيقية في B هو الإخراج، نسبة السرعات من نقاط A و B معطى بواسطة أ / ب، لذلك لدينا نسبة قوة الإخراج إلى قوة المدخلات، أو ميزة الميكانيكية، وتعطى من قبل
هذا هو القانون من ذراع، والتي ثبت من قبل أرخميدس باستخدام التفكير الهندسي. [ 5 ] ويبين أنه إذا كان على مسافة 1 من نقطة ارتكاز إلى حيث يتم تطبيق قوة المدخلات (نقطة A) أكبر من المسافة ب من نقطة ارتكاز لل حيث يتم تطبيق قوة الإنتاج (النقطة B)، ثم رافعة تزيد من قوة الإدخال. من ناحية أخرى، إذا كانت المسافة 1 من نقطة ارتكاز للقوة مدخلات أقل من المسافة ب من نقطة ارتكاز لقوة الإنتاج، ثم ذراع يقلل من قوة الإدخال.
استخدام السرعة في تحليل ثابت من وسيلة للضغط هو تطبيق لمبدأ العمل الافتراضية.

## أنواع الروافع
روافع النــوع الأول
هي الروافع التي تقع نقطة ارتكازها بين القوة المؤثرة وبين المقاومة.
ومن الأمثلة على هذا النوع:
المقص والعتلة والأرجوحة
والروافع هي:ساق متينة تتحرك حول نقطة ثابتة تسمى نقطة ارتكاز وتؤثر عليها قوة ومقاومة

روافع النوع الثاني
هي الروافع التي تقع نقطة مقاومتها بين نقطة الارتكاز والقوة المؤثرة. مثلا كسارة الجوز.

روافع النوع الثالث
هي الروافع التي تقع قوتها المؤثرة بين نقطة الارتكاز والمقاومة.
ومن الأمثلة على هذا النوع:
الدباسة(الصنارة) والمكنسة اليدوية

## رموز ومصطلحات
القوة:يرمز لها بالعربي بـ(ق) أو (ق1) (بالإنجليزية: F من Force)‏
المقاومة:يرمز لها بالعربي بـ(مق) أو (ق2) (بالإنجليزية: R من Resistance)‏
محور الارتكاز:يرمز له بالعربي بـ(ن) (بالإنجليزية: O من Fulcrum)‏
ذراع القوة:(هي المسافة بين نقطة القوة ومحور الارتكاز)ويرمز لها ب(ل1) (بالإنجليزية: D2)‏
ذراع المقاومة:(هي المسافة بين نقطة المقاومة ومحور الارتكاز) ويرمز لها ب(ل2) (بالإنجليزية: D1)‏

## مكونات الرافعة
الرافعة : هي ساق متينة ترتكز على نقطة ثابتة تسمى نقطة الارتكاز وتؤثر عليها قوة ومقاومة
- ساق متينة (مستقيمة أو منحنية).
- نــقــــطـــة الارتــكـــاز(ن).
- القوة(ق):وهي مقدرة الإنسان على بذل شغل يغير من حركة الجسم
- المقاومة(م):هي مؤثر يعيق الجسم من الحركة

## قانون الروافع
القوة x ذراعها=المقاومة x ذراعها

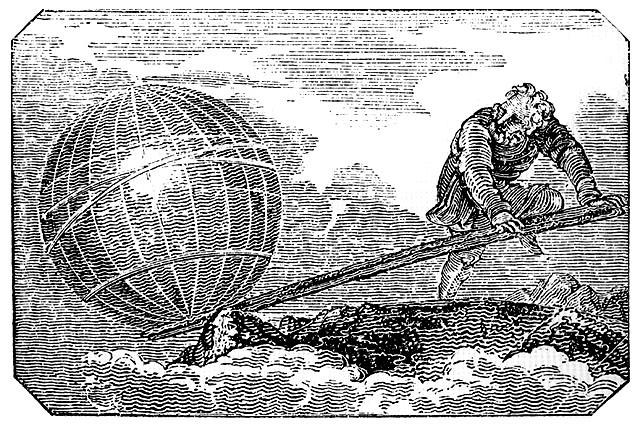
صورة نشرت في مجلةMechanics Magazine في لندن في عام 1824.

والذراع هوالمسافة بين القوة ونقطة الارتكاز وبالتالي المسافة بين الثقل ونقطة الارتكاز . بمعنى أنه إذا ضربنا القوة في ذراعها فإن النتيجة تساوي حاصل ضرب المقاومة (الثقل) في ذراعها ؛ مثل (القوة =60 نيوتن وذراعها =30 سم) (والمقاومة = 120 نيوتن وذراعها = 15 سم؛ فنتيجة حاصلي الضرب = 1800 نيوتن. سنتيمتر )
وهذا يعنى أن (القوة في ذراعها = المقاومة في ذراعها)
و إن حاصل ضرب القوة أو المقاومة في ذراعها = عزم المقاومة أو القوة
وأيضا هناك فوائد للروافع

### النوع الأول
تكون نقطة الارتكاز بالوسط
يكون موفر للجهد أحيانا في حالة إذا كانت ذراع القوة أكبر من ذراع المقاومة
ولكن إذا تساوت القوة مع المقاومة أو كانت المقاومة أكبر من القوة فلا توفر الجهد
أو حتى إذا كان ذراع المقاومة أكبر من ذراع القوة فلا يوفر الجهد

### النوع الثاني
تكون المقاومة في الوسط
تكون موفرة للجهد دائما لأن ذراع القوة يكون أكبر من ذراع المقاومة

### النوع الثالث
تكون القوة في الوسط
لا يوفر الجهد أبدا لأن ذراع المقاومة يكون أكبر من ذراع القوة ولكن تحمى اليدين من الأشياء الساخنة
والباردة أو الدقة أثناء العمل مثل الملقط

## كيفية تحديد نوع الرافعة
- نتخيل فكرة عملها
- نحدد المكون الذي في الوسط

*كما أن لها وظائف واهميات كثيرة منها :-
- تكبير القوة وتوفير الجهد *مثل:الـعـتــلــة
- زيـادة الــســــرعـــــة *مثل: مضرب الهوكى
- تــكــبــيــر الــمـسـافة *مثل: الـمـكـنسـة
- الـدقـة اثـنـاء الــعـمـل *مثل: الـمـلـقـاط
- نقـل القوة من مـكـان لآخـر *مثل: الـمـكـنسـة
- تـجــنــب الـمـخـــاطــر *مثل: ماسك الفحـم

## رافعة اسطوانية

رافعة أسطوانية

رافعة أسطوانية مثل رافعة جردل الماء من بئر. يلتف الحبل المتصل بالجردل حول الأسطوانة، فيكون ذراع الثقل (جردل الماء) مساويا لنصف قطر الأسطوانة. وأما ذراع القوة، فهو الذراع الذي يمسكه الشخص ويديره لرفع جردل الماء ؛ عادة يكون هذا الذراع أطول من نصف قطر الأسطوانة، فيسهل رفع الماء.